# هيروشي واتانابي (مصور)
هيروشي واتانابي (بالإنجليزية: Hiroshi Watanabe)‏ هو مصور أمريكي، ولد في 1951 في سابورو في اليابان.